# Justin Wadsworth
Justin Wadsworth (* 14. August 1968 in La Jolla) ist ein ehemaliger US-amerikanischer Skilangläufer.

## Werdegang
Wadsworth trat international erstmals bei den Junioren-Skiweltmeisterschaften 1987 in Asiago in Erscheinung. Dort belegte er den 62. Platz über 30 km Freistil, den 33. Rang über 10 km klassisch und den 14. Platz mit der Staffel. Im folgenden Jahr kam er bei den Junioren-Skiweltmeisterschaften in Saalfelden auf den 50. Platz über 30 km, auf den 46. Rang über 10 km und auf den 14. Platz mit der Staffel. Seine besten Platzierungen bei den Nordischen Skiweltmeisterschaften 1989 in Lahti waren der 48. Platz über 15 km klassisch und der 13. Rang mit der Staffel. Im Dezember 1993 startete er in Tauplitz erstmals im Continental-Cup und errang dabei den 45. Platz über 15 km klassisch. Bei seiner ersten Olympiateilnahme im Februar 1994 in Lillehammer belegte er den 35. Platz über 50 km klassisch. In der Saison 1994/95 holte er in Falun mit dem 30. Platz über 10 km klassisch seinen ersten Weltcuppunkt und in der Saison 1995/96 mit drei ersten Plätzen seine ersten Siege im Continental-Cup. Seine besten Ergebnisse bei den Nordischen Skiweltmeisterschaften 1995 in Thunder Bay waren der 34. Platz über 30 km klassisch und der 14. Rang mit der Staffel, bei den Nordischen Skiweltmeisterschaften 1997 in Trondheim der 24. Platz über 30 km Freistil der 15. Rang mit der Staffel und bei den Olympischen Winterspielen 1998 in Nagano der 37. Platz über 30 km klassisch der 17. Rang mit der Staffel. Bei den Nordischen Skiweltmeisterschaften 1999 in Ramsau am Dachstein lief er auf den 57. Platz über 10 km klassisch, auf den 43. Rang in der Verfolgung und auf den 25. Platz über 50 km klassisch. 
Nach Platz eins über 15 km Freistil in Vernon im Continental-Cup zu Beginn der Saison 2000/01, wurde Wadsworth US-amerikanischer Meister über 10 km klassisch und im 30-km-Massenstartrennen. In Soldier Hollow erreichte er mit Platz acht im 30-km-Massenstartrennen seine beste Einzelplatzierung im Weltcup. Beim Saisonhöhepunkt, den Nordischen Skiweltmeisterschaften 2001 in Lahti, belegte er den 36. Platz über 50 km Freistil und den 29. Rang über 15 km klassisch. In der Saison 2001/02 kam er im Weltcup viermal in die Punkteränge und erreichte mit dem 68. Platz im Gesamtweltcup seine beste Gesamtplatzierung. Bei den Olympischen Winterspielen 2002 in Salt Lake City belegte er den 42. Platz in der Doppelverfolgung und den fünften Rang mit der Staffel und bei den Nordischen Skiweltmeisterschaften 2003 im Val di Fiemme den 48. Platz in der Doppelverfolgung und den 12. Rang mit der Staffel.
Nach seiner Karriere war Wadsworth fünf Jahre Nationaltrainer des kanadischen Skilanglaufteams und von 2019 bis 2025 Trainer des kanadischen Biathlonteams.
Er ist mit der ehemaligen Skilangläuferin Beckie Scott verheiratet.

## Teilnahmen an Weltmeisterschaften und Olympischen Winterspielen

### Olympische Spiele
- 1994 Lillehammer: 35. Platz 50 km klassisch
- 1998 Nagano: 17. Platz Staffel, 37. Platz 30 km klassisch, 44. Platz 15 km Verfolgung, 47. Platz 10 km klassisch
- 2002 Salt Lake City: 5. Platz Staffel, 42. Platz 20 km Doppelverfolgung

### Nordische Skiweltmeisterschaften
- 1989 Lahti: 13. Platz Staffel, 48. Platz 15 km klassisch, 58. Platz 30 km klassisch, 68. Platz 15 km Freistil
- 1995 Thunder Bay: 14. Platz Staffel, 34. Platz 30 km klassisch, 40. Platz 50 km Freistil, 44. Platz 10 km klassisch, 59. Platz 15 km Verfolgung
- 1997 Trondheim: 15. Platz Staffel, 24. Platz 30 km Freistil, 41. Platz 10 km klassisch, 53. Platz 50 km klassisch
- 1999 Ramsau: 25. Platz 50 km klassisch, 43. Platz 15 km Verfolgung, 57. Platz 10 km klassisch
- 2001 Lahti: 29. Platz 15 km klassisch, 36. Platz 50 km Freistil
- 2003 Val di Fiemme: 12. Platz Staffel, 48. Platz 20 km Doppelverfolgung

## Siege bei Continental-Cup-Rennen
| Nr. | Datum             | Ort         | Disziplin       | Serie           |
| --- | ----------------- | ----------- | --------------- | --------------- |
| 1.  | 30. März 1996     | Sun Valley  | 10 km Freistil  | Continental-Cup |
| 2.  | 2. April 1996     | Wilson      | 15 km klassisch | Continental-Cup |
| 3.  | 4. April 1996     | Wilson      | 10 km Freistil  | Continental-Cup |
| 4.  | 26. November 2000 | Vernon      | 15 km Freistil  | Continental-Cup |
| 5.  | 25. November 2001 | Silver Star | 15 km Freistil  | Continental-Cup |

## Weltcup-Gesamtplatzierungen
| Saison    | Gesamt | Gesamt | Langdistanz | Langdistanz | Sprint | Sprint |
| Saison    | Punkte | Platz  | Punkte      | Platz       | Punkte | Platz  |
| --------- | ------ | ------ | ----------- | ----------- | ------ | ------ |
| 1994/95   | 1      | 92.    | -           | -           | -      | -      |
| 1996/97   | 11     | 82.    | -           | -           | 4      | 68.    |
| 1998/99   | 6      | 95.    | 6           | 63.         | -      | -      |
| 1999/2000 | 1      | 125.   | -           | -           | 1      | 74.    |
| 2000/01   | 42     | 71.    | -           | -           | 10     | 62.    |
| 2001/02   | 49     | 68.    | -           | -           | -      | -      |
| 2002/03   | 9      | 113.   | -           | -           | -      | -      |